# Trasporto Ferroviario Toscano
La società Trasporto Ferroviario Toscano (TFT) è un'impresa ferroviaria italiana che opera nella provincia di Arezzo nel trasporto passeggeri e merci.

## Storia
L'azienda nacque dallo scorporo del relativo ramo d'azienda della società La Ferroviaria Italiana, avvenuto il 1º gennaio 2005.

## Settori di attività
TFT è attiva sia nel trasporto passeggeri, svolgendo servizi regionali sulle linee Arezzo-Stia e Arezzo-Sinalunga di La Ferroviaria Italiana e servizi merci sulle medesime direttrici.
Grazie alla licenza n.8 rilasciata da RFI il 13 marzo 2001, l'azienda opera servizi ferroviari fino a Firenze Santa Maria Novella. 

## Materiale rotabile[2]

### Elettromotrici
Per l'esercizio della Arezzo-Sinalunga la LFI fece costruire nel 1930 dalla SACFEM di Arezzo cinque elettromotrici a carrelli (matricole 1÷5), incendiate dalla Wehrmacht nel 1944.
Nel 1954 le Reggiane consegnarono tre elettromotrici (matricole 1÷3, poi EABiz 7÷9), dotate dei motori TIBB recuperati dalle motrici della dotazione originale. Ad esse si affiancò nel 1960 un'automotrice di costruzione Stanga-TIBB (EABiz 10). Nel 1969 furono noleggiati (e poco dopo acquisiti) cinque complessi automotrice-rimorchiata costruiti dalla Piaggio nel 1938 per la ferrovia Casalecchio-Vignola, che col tempo si dimostrarono fragili e soggetti a frequenti cedimenti.
Nel 1982 giunsero sulle linee LFI le elettromotrici 006 e 009 provenienti dal parco delle Ferrovie e Tramvie Vicentine; permanentemente accoppiate fra loro, furono riclassificate EBDz 19-20. Altro materiale fu acquistato usato dalle Ferrovie dello Stato:
- tra il 1980 e il 1983 furono acquisite quattro automotrici E.624, due delle quali risultano ancora in servizio nel 2014[2];
- nel 1989 furono acquisite quattro automotrici E.623, di cui una sola entrò in regolare servizio.

La LFI acquistò nel 1998 dalla SNCB tre automotrici della serie AM 56 che, previo risanamento degli interni e parziali modifiche alla fanaleria e agli equipaggiamenti elettrici, entrarono in servizio a partire dall'anno successivo A tali complessi se ne aggiunsero nel 2000 altri due; un'ulteriore unità dopo l'acquisizione venne danneggiata da un incendio e accantonata. Nel 2004 tre esemplari provenienti dal gruppo SNCB AM 54 raggiunsero anch'essi il parco LFI. Destinati ad una profonda trasformazione per renderle simili alle motrici analoghe a quelle già in servizio in Toscana, a causa del fallimento dell'impresa incaricata di tale opera esse poterono raggiungere i binari sociali TFT solo nel 2009.
Nel 2005 la Alstom Ferroviaria ha consegnato quattro elettrotreni simili ai Minuetto FS, immatricolati ETT 21÷24, meglio noti con il soprannome "Elfo".
Nel 2023 sono entrati in servizio nella linea Arezzo-Sinalunga e Arezzo-Stia due elettrotreni Pop di Trenitalia, spesso utilizzati negli orari più affollati, vista la loro elevata capienza.

### Locomotive elettriche
Nel 1949, per l'esercizio della ricostruita Arezzo-Sinalunga in trazione elettrica, le officine LFI di Pescaiola costruirono due locomotori a carrelli (matricole 001÷002, poi EDz 1÷2) utilizzando telai e rodiggi provenienti dalle automotrici 1÷5. Le officine di Pescaiola, sempre utilizzando parti delle automotrici originali, costruirono nel 1950 un locomotore a due assi (matricola 003, poi E6), con cabina centrale e avancorpi d'estremità.
Nel 1958 la LFI, alla ricerca di rotabili usati, acquistò dalla Montecatini quattro locomotori costruiti dalla Carminati e Toselli per la ferrovia Bribano-Agordo. Due di essi (matricole 004÷005, poi EDz 11÷14), ricostruiti dalle officine sociali, entrarono in servizio nel 1960. A fine anni settanta la Fervet costruì un'ulteriore locomotiva (EDz 12), entrata in servizio nel 1982, sulla base di uno dei locomotori accantonati.
Sulla base di telai e carrelli dei locomotori EDz 1÷2 la Fervet costruì tra il 1979 e il 1980 due nuovi locomotori (matricole EDz 17÷18). Tra il 1980 e il 1989 furono acquisite dalle FS quattro locomotive E.626.
Nel 2010 la Bombardier Transportation Italy ha consegnato una locomotiva tipo E.464 (immatricolata E.464.880), dotata di SCMT, in servizio dal 2013.

### Automotrici Diesel
La LFI acquisì nel 1963 da un demolitore quattro automotrici tipo ALn 556 FS, che avevano prestato servizio sulla ferrovia Verona-Caprino-Garda sino al 1959. Due unità furono riverniciate e prestarono servizio effettuando alcuni treni poco frequentati con esito insoddisfacente, tanto da essere in seguito impiegate come rimorchiate: furono accantonate entro il 1971.

### Locomotive Diesel
Nel 1988 fu acquisita la motrice DI.183, una delle unità costruite nel 1957 dalla olandese Werkspoor per l'azienda mineraria statale del Limburgo.
Nel 1989 furono acquistate dalle FS tre locomotive Diesel D.341, impiegate per il servizio merci sulla linea del Casentino. Sempre dalle FS fu acquistata la Ne 700.003, in servizio dal 1993, impiegata per il servizio di manovra pesante e le tradotte insieme a due locomotori 225 (anch'essi provenienti dalle FS) resi accoppiabili a comando multiplo.
Dopo 60 anni di attività si è conclusa il 30 novembre 2023 la lunga carriera delle due locomotive Diesel D.341.1041 e 1063. Non è noto al momento il destino delle due macchine, che si auspica possano tornare atte per l'effettuazione di treni storici, magari nella livrea FS di origine.

### Locomotive a vapore
Col passaggio della ferrovia casentinese alla LFI la Società Veneta lasciò in uso la locomotiva 312 e cedette la locomotiva 360; per l'esercizio della linea si noleggiarono locomotive a vapore di varia provenienza: dalle Ferrovie dello Stato locomotive dei gruppi 875 e 880, tre locomotive St. Leonard dalle Ferrovie del Sud Est, una locomotiva del gruppo 40 dalle Ferrovie Padane, la locomotiva 30 della ferrovia della Valle Seriana e una locomotiva dalla Ferrovia Benevento-Cancello. Le locomotive a noleggio furono restituite, mentre la 360 fu venduta nel 1958 alla Ferrotramviaria.
Presso la LFI sono immatricolate due locomotive del gruppo 640 e due del gruppo 740, di proprietà di una società privata.

### Locomotive e automotori da manovra
Nel 1957 la LFI acquisì da un'azienda di Montevarchi un automotore (immatricolato C1) di costruzione Pellegrini-Costamasnaga simile alle "sogliole" FS. Si affiancava ad un altro automotore (immatricolato C2), costruito nel 1932 dalla SACFEM per la LFI per gli interventi alla linea aerea.
Nel 1985 fu acquistato dalle Ferrovie e Tramvie Vicentine l'automotore a due assi DE 051 tipo Köf, costruito nel 1934, analogo ai coevi automotori FS del gruppo 213.

### Carrozze
Sulla Arezzo-Sinalunga la LFI mise in servizio nel 1930 otto carrozze a due assi a cassa in legno costruite dalla SACFEM; distrutte durante la guerra, tre unità furono ricostruite nell'aspetto anteguerra, mentre le restanti furono ricostruite con cassa metallica simile alle carrozze Corbellini delle FS. Furono acquisite anche una carrozza dalla ferrovia Siena-Buonconvento-Monte Antico (anch'essa ricostruita come tipo Corbellini) e tre carrozze a due assi e terrazzini dalle Ferrovie Padane.
Con l'elettrificazione della Arezzo-Stia furono ordinate alle Reggiane tre rimorchiate pilota e una rimorchiata attrezzata, in servizio dal 1954, mentre nel 1960 la Stanga fornì una rimorchiata pilota.
Nel 1958 le officine di Arezzo Pescaiola ricostruirono una carrozza su un telaio a carrelli acquistato dalle Ferrovie Padane; nel 1960 si realizzarono altre due carrozze con telai e carrelli delle elettromotrici 1÷5 e un'altra carrozza ricostruita su un telaio ex Ferrovie Padane.
Nel 1963 furono acquistate dalla SEPSA di Napoli otto carrozze a carrelli, costruite originariamente dalla FIAT Materfer nel 1940: inizialmente accantonate, due di esse furono revisionate nel 1967.
Altre sei carrozze a carrelli entrarono a far parte del parco LFI nel 1974: provenienti dal parco delle Ferrovie dello Stato, erano state costruite nel 1929 dalle Officine Moncenisio per la ferrovia Aosta-Pré-Saint-Didier. Sempre dalle FS furono acquistate a partire dal 1981 alcune carrozze Corbellini che avevano sino ad allora prestato servizio sulla metropolitana FS di Napoli, le quali furono ricostruite dalla Fervet. Nel 1987 fu acquistata dall'ATCM la carrozza a carrelli Tc 151, costruita dalla Breda nel 1932 per le ferrovie modenesi.
Dal 2013 sono entrate in servizio tre carrozze Vivalto di cui una semipilota, che formano un convoglio con la locomotiva E.464. Nel 2017 il convoglio è stato ceduto a Trenitalia in cambio di due elettrotreni Jazz.